# Anton Zeilinger
Anton Zeilinger (Ried im Innkreis, Austria, 20 de mayo de 1945) es un físico teórico y experimental, actual presidente de la Academia Austríaca de Ciencias y laureado con el Premio Nobel de Física en 2022 junto con Alain Aspect y John Clauser por sus experimentaciones con fotones entrelazados.

## Trayectoria
Estudió en la Universidad de Viena física y matemáticas. Se doctoró en 1971 con una tesis sobre física de neutrones.
Zeilinger ha sido profesor del Instituto de Tecnología de Massachusetts (MIT), de la Universidad Técnica de Múnich, de la Universidad Técnica de Viena, de la Universidad de Innsbruck y el Colegio de Francia de París.
Actualmente es director científico del Instituto de Óptica e Información Cuánticas (IQOQI) y decano de la Universidad de Viena.
Su equipo fue el primero en comprobar una interferencia cuántica entre macromoléculas.
Desde los años noventa investiga las partículas luminosas entrelazadas y su utilización para transmitir información cuántica (el llamado teletransporte o teleporte).
Ha hecho grandes contribuciones a la física cuántica, siendo uno de los más importantes el teletransporte de dos fotones de una orilla a la otra del Danubio, mediante dos máquinas que se llaman Alice y Bob (como es tradición en todos los experimentos que se han ido haciendo de teletransporte hasta la fecha).